# Onthophagus furcillifer
Onthophagus furcillifer là một loài bọ cánh cứng trong họ Bọ hung (Scarabaeidae).